# Cryptid
Cryptid ist eine schwedische Mystery-Thriller-Serie, di aus 10 Episoden besteht. Sie wurde von Daniel di Grado und Sylvain Runberg entwickelt und hat lose Anklänge an die nordische Mythologie. Als Kryptid werden Fabelwesen bezeichnet, die nur aus Folklore, Legenden oder Sagen bekannt sind.

## Inhalt
In einer schwedischen Kleinstadt treten unerklärliche Todesfälle auf; eine Gruppe von Schülerinnen und Schülern einer örtlichen Highschool ist damit konfrontiert; sie treffen auf mysteriöse Visionen und übernatürliche Kräfte.

## Besetzung und Synchronisation
Für die deutschsprachige Version zeichneten Heinz Burghardt (Regisseur und Autor), Sabine Frommann (Autorin), Philip Lewis bzw. Christian Trinkle (Mix), Katharina Doerr bzw. Felicitas Franz (Schnitt), Angela Kübrich (Produktionsleitung), Felix Mirecki (Aufnahmeleitung) und die Scalamedia Studios verantwortlich.
| Figur          | Darsteller                  | Synchronsprecher   |
| -------------- | --------------------------- | ------------------ |
| Niklas         | Julius Fleischanderl        | Henning Nöhren     |
| Lisa           | Astrid Morberg              | Anne Helm          |
| Ester          | Maja Johanna Englander      | Esra Vural         |
| Tim            | Christian Fandango Sundgren |                    |
| Axel           | Johan Hedenberg             | Oliver Siebeck     |
| Petra          | Angelina Håkansson          | Daniela Hoffmann   |
| Tuva           | Beata Borelius              | Anne Düe           |
| Sebastian      | Oscar Zia                   |                    |
| Meral          | Deniece Ignacio Nyman       | Leonie Dubuc       |
| Aron           | Arvin Kananian              | Roman Wolko        |
| Amina          | Amanda Lindh                | Jill Bötcher       |
| Emil           | Jacques Karlberg            | Sebastian Kluckert |
| Jason          | Akseli Kouki                |                    |
| Abbe           | Kheba Touray                |                    |
| Vicky          | Maria Drangel               |                    |
| Oskar          | Petri Aulin                 |                    |
| Wütender Vater | Juha-Matti Lehto            |                    |
| Lehrerin       | Kristina Vahvaselkä         |                    |
| Drogendealer   | Peter Ahlqvist              |                    |
| Jenny          | Salla Avelin                |                    |
| Frau im Wald   | Elina Ylitalo               |                    |
| Mann im Wald   | Kalle Väliaho               |                    |
| Kellnerin      | Paula Pulkkinen             |                    |
| Sofia          | Helmi Lundén                |                    |

## Episodenliste

### Staffel 1
| Nr. (ges.) | Nr. (St.) | Deutscher Titel             | Originaltitel | Erstausstrahlung SE | Deutschsprachige Erstausstrahlung (joyn+) |
| --- | --------- | --------------------------- | ------------- | ------------------- | ----------------------------------------- |
| 1 | 1         | Sebastian                   | Episode 1     | 30. Okt. 2020       | 12. Nov. 2020                             |
| Der Freund von Niklas, Sebastian, explodiert mitten in der Schule nach einer Auseinandersetzung mit Niklas. Seine Schwester Lisa kehrt zurück, sie hatte die Familie nach dem Tod der Mutter verlassen. Am See kommen Jugendliche beim Baden um. |           |                             |               |                     |                                           |
| 2 | 2         | Niklas unter Verdacht       | Episode 2     | 30. Okt. 2020       | 12. Nov. 2020                             |
| In der Schule wird Niklas angefeindet. Lisa ist am See, findet ein menschliches Auge und informiert die Polizei. Die Polizei ist vor Ort und sichert Spuren. Am Abend wird Niklas von Mitschülern angegriffen und verprügelt. |           |                             |               |                     |                                           |
| 3 | 3         | Lisas Visionen              | Episode 3     | 30. Okt. 2020       | 12. Nov. 2020                             |
| Niklas und seine Schwester haben Visionen. Niklas sieht ein Wesen mit einem Krähenkopf. Lisa hat weitere Visionen. Auf Bitten ihres Vaters, des Schulleiters an der örtlichen Highschool, stellt sie sich an der Schule vor und präsentiert ihre Bilder. Niklas wird von einer Gruppe von Schülern, Freunden von Sebastian, verfolgt und durch Mobbing eingeschüchtert. Er erfährt dabei, dass seine Freundin Ester ein Verhältnis mit Sebastian hatte. Er freundet sich mit Amina an. |           |                             |               |                     |                                           |
| 4 | 4         | Das Fest am See             | Episode 4     | 30. Okt. 2020       | 12. Nov. 2020                             |
| Lisa hat jetzt häufiger Visionen vom Tod ihrer Mutter am See. Sie zweifelt den Selbstmord ihrer Mutter an. Die Polizei untersucht den See, kann aber den Grund nicht ermitteln und möchte den See daher mit einer Kamera erkunden. Lisa stellt an der Schule in einer Klasse ihre Malereien vor; ihr Kunstlehrer gibt ihr seine Handynummer. Die Mitschüler von Niklas wollen am See ein Fest feiern. Ester möchte auch zum Fest, allerdings rät ihre Mutter, die örtliche Polizistin, ihr davon ab. Die Jugendlichen feiern am See ausgelassen, als Tuva ins Wasser geht, wird sie im See angegriffen und von Lisa und Ester gerettet. Sie spuckt Blut. |           |                             |               |                     |                                           |
| 5 | 5         | Tuvas Begegnung             | Episode 5     | 30. Okt. 2020       | 12. Nov. 2020                             |
| c ertrinkt fast im See, was sie Ester erzählt. Sie berichtet, dass sie im See heruntergezogen wurde und das gemocht habe. Ester hingegen meint, dass da nichts im See gewesen sei. Niklas hat die Nacht mit Amina verbracht und wirft morgens Pillen ein. Lisa begibt sich auf die Suche nach den Tagebüchern ihrer Mutter, ihr Vater berichtet ihr dabei, dass ihre Mutter vom See bessen gewesen sei und von Mythen erzählt habe. Niklas trennt sich von Ester. Lisa trifft sich mit ihrem Kunstlehrer in einer Bar, kehrt aber nach Hause zurück, als sie das (fiktive) Astragon-Symbol sieht, das auch in ihren Bildern auftaucht. In der Serie bezeichnet Astragon in der nordischen Mythologie als Rune den Wohnort der Untoten. Tuva kommt in der Schule zu Tode, wie Sebastian explodiert auch sie, Ester und Niklas werden Zeugen. |           |                             |               |                     |                                           |
| 6 | 6         | Der Selbstversuch von Ester | Episode 6     | 30. Okt. 2020       | 12. Nov. 2020                             |
| Niklas und Lisa treffen daheim aufeinander und streiten. Lisa will von Niklas wissen, woran er sich erinnert; Niklas will aber nur vergessen, weshalb er auch Pillen konsumiert. In einem Burgerladen treffen Freunde, u. a. Amina, Ester und Niklas, aufeinander. Ihnen fällt ein historisches Foto auf, das einen Priester im See zeigt. Ein Video, das Ester und Sebastian beim Sex zeigt (Rachepornografie), kursiert. Ester vertraut sich ihrer Mutter, der Polizistin, an. Diese rät, den Uploader und den Eigentümer der Webseite zu kontaktieren, sagt ihrer Tochter aber auch, dass es ausweglos sei. In der Schule erlebt Ester Ausgrenzung und Häme; wieder daheim wird deutlich, dass sie sich in der Vergangenheit häufig selbst verletzt hat. Sie denkt über Tuvas Äußerungen nach und recherchiert im Internet zu Kryptiden. Lisa vernichtet den Pillenvorrat ihres Bruders und findet die Tagebücher ihrer Mutter; Niklas erwirbt neue Pillen und hat am Abend einen Albtraum. Ester geht selbst in den See, hat mit einem Ungeheuer im See eine Begegnung, kann jedoch aus dem See entkommen. |           |                             |               |                     |                                           |
| 7 | 7         | Die falsche Todesursache    | Episode 7     | 30. Okt. 2020       | 12. Nov. 2020                             |
| Nach den zwei Todesfällen lassen viele Eltern ihre Kinder daheim, während die Schulleitung beteuert, dass keine Gefahr drohe. Ester wirft ihrer Mutter vor, dass sie die Leute angelogen habe; sie wiederum verteidigt ihr Handeln damit, dass die Wahrheit die Leute nur weiter verunsichern würde. Lisa liest im Tagebuch ihrer Mutter, sie findet einen Eintrag vom 1. September, zwei Tage vor ihrem Tod, wonach ihre Mutter besorgt war, dass ein Pakt wieder gebrochen sein könnte. Niklas lehnt die Recherche der Schwester ab, weil es ihre Mutter nicht zurückbrächte. Sein Vater, der Schulleiter, wünscht, dass Niklas zur Schule zurückkehrt. Ester nimmt Polizeiakten ihrer Mutter mit auf ihr Zimmer; die Akten enthalten Informationen zu weiteren Jugendlichen, die im See vermisst werden. Für Tuva wird die falsche Todesart Selbstmord angegeben, worüber Ester Niklas informiert. Lisa wiederum entdeckt in ihrem Haus verborgene Nachrichten, u. a. die Botschaft, dass das Gleichgewicht wiederhergestellt werden müsse, das Bild eines Seeungeheuers und die Zahl 77365. Per Funkt auf der Frequenz 7.736.5 hört sie die Botschaft einer Stimme, die sie für die Stimme ihrer Mutter hält, dass Lisa das Gleichgewicht wiederherstellen müsse, bevor die Toten wieder erwachen. |           |                             |               |                     |                                           |
| 8 | 8         | Lisa entdeckt Schreckliches | Episode 8     | 30. Okt. 2020       | 12. Nov. 2020                             |
| Niklas, der bei Ester übernachtet hat, hat dort eine Vision eines Menschen mit Krähenkopf. Lisa wiederum wird von ihrem Vater auf das Funkgerät angesprochen. Wieder an der Schule besucht Niklas den Kunstunterricht, wo über das Ophelia-Gemälde gesprochen wird. Er wird anschließend in der Schule von einem Wesen mit Krähenkopf angegriffen und muss sich daheim verarzten. Erinnerungen an den Tod seiner Mutter stellen sich bei ihm wieder ein. Lisa liest weiter in den Unterlagen ihrer Mutter und trifft sich mit ihrem Kunstlehrer Aron. Meral wirft Ester in der Schule vor, sie mit Sebastian hintergangen zu haben. Ester spricht abends mit ihrer Mutter und will Antworten; ihre Mutter meint, dass nicht alles in den Ermittlungsakten stehe, und bittet um ihr Vertrauen. Abends vertraut Lisa ihrem Kunstlehrer Aron an, dass sie glaube, dass ihre Mutter sterben musste, weil sie etwas im See entdeckt habe. Aron gibt sich abgeklärt und meint, dass es nicht real sei, was Lisa glaube. Als er für einen Anruf den Raum verlässt, öffnet Lisa eine Gefrierbox mit einem menschlichen Augen darin. Aron behauptet, dass er ihr alles erklären könnte, doch sie flüchtet. In der Turnhalle trifft sie auf eine Versammlung Maskierter, ihren Vater, die Polizistin und Aron. Ihr Vater erklärt ihr, dass sie sich nicht sorgen müsse, da sie eine von „uns“ sei. |           |                             |               |                     |                                           |
| 9 | 9         | Die Blutlinie               | Episode 9     | 30. Okt. 2020       | 12. Nov. 2020                             |
| Niklas wird daheim von einer Vision geplagt, er geht zu Ester, um dort zu übernachten. In der Turnhalle erfährt Lisa währenddessen von ihrem Vater, dass sie eine von „uns“ sei und die Gabe habe. Ihr Vater erklärt ihr, dass vor über 1000 Jahre ein Pakt für die Menschen geschlossen wurde, der allen Frieden und Fruchtbarkeit bringe, aber der Wächter im See verlange immer wieder Opfer. Es gebe eine Blutlinie, die für die Verbundenheit zum See stehe; Niklas und Lisa gehörten zu dieser Linie. Ihr Vater erklärt ihr, dass ihre Mutter den Pakt wohl brechen wollte, um ihre Kinder zu schützen. Sie versteckt sich in der Schule, wird aber von Aron zunächst an der Flucht gehindert. Niklas und Esther sprechen über die Tagebücher seiner Mutter. Daheim spricht Niklas mit seinem Vater, der weicht aber aus. Lisa geht zum See, während Ester wieder zur Schule geht. Esther hat an der Schule eine Vision und trifft dabei auf die tote Tuva. Auf der Toilette spukt sie Blut. Als sie auf Niklas trifft, nimmt er sie mit zu sich. |           |                             |               |                     |                                           |
| 10 | 10        | Das Opfer von Lisa          | Episode 10    | 30. Okt. 2020       | 12. Nov. 2020                             |
| Zu Beginn der letzten Folge verlässt eine weibliche Gestalt den See. Bei Ester und Niklas fliegt ein schwarzer Vogel gegen das Fenster. Am See trifft Lisa auf die Polizistin Petra, die ihr erklärt, dass manchmal einer für die anderen sterben müsse und sie wisse, was sie tun müsse. In der Schule gibt es eine Versammlung von Maskierten in der Turnhalle, der Schulleiter, die Polizistin und der Kunstlehrer treffen dort aufeinander. Der Schulleiter hat Zweifel, weil seine Frau sich geopfert hat und es nichts geändert habe. Im Park treffen sich die Freunde, Emil, Amina, Niklas und Ester und beraten sich. Ester und Niklas machen sich zum See auf. Der Schulleiter und Vater von Niklas und Lisa spricht daheim ins Funkgerät, dann nimmt er ein Gewehr aus einem Waffenschrank und fährt mit dem Auto zum See. Am See geht Lisa ins Wasser, sie fügt sich mit einem Teppichmesser eine Wunde zu und will so das Ungeheuer anlocken. Niklas, Ester und Lisa kommen am See zusammen, als das Ungeheuer auftaucht. Der Schulleiter schießt auf das Ungeheuer im See, während Ester sich verändert, geht Lisa weiter in den See hinein und verschwindet darin. Bei Ester bilden sich die Veränderungen zurück, die bei den anderen – bei Sebastian und Tuva – zum Tod geführt haben. In der nächsten Einstellung sieht man Ester und Niklas an Lisas Grab. Niklas erhält einen Anruf und geht ans Funkgerät, auf der Frequenz 7.736.5 spricht er mit seiner Schwester, die ihn warnt, dass er sich vorbereiten müsse, da es kommen werde. Er solle nach ihr suchen. |           |                             |               |                     |                                           |

## Hintergrund
Laut IMDb wurde die Serie in Turku, Finnland zwischen August 2019 und Oktober 2019 gedreht.

## Trivia
Bei Canneseries war Cryptid 2020 in der Kategorie „Best Short Form Series“ nominiert.